# 西遊記 (2007年の映画)
『西遊記』（さいゆうき）は、2007年7月14日公開の日本映画。

## 概要
2006年に放送されたテレビドラマ『西遊記』（フジテレビ）の映画化作品。同年3月27日に放送された西遊記の総集編『春休み突入スペシャル!! 西遊記ウッキー祭り! 悟空も悟浄も八戒も三蔵も! みんなで一緒にGO! WEST!!』で映画化発表。

## ストーリー
テレビシリーズの第6巻と第7巻の間に隠されたサイドストーリー。
天竺を目指して、旅を続ける悟空ら三蔵法師御一行は、広く険しい砂漠を渡っていた途中、砂漠の真ん中に聳える荒廃した王都『虎誠（フーチェン）』に立ち寄る。
虎誠の王女 玲美の話によると、元々、虎誠一帯は緑豊かな森と水源に囲まれた裕福な土地であったが、ある時、金角大王と銀角大王という2人組の妖怪の兄弟が現れ、玲美の両親である国王、王妃を妖術によって亀の姿に変え、国の全ての資源、財宝、そして『虎の民』と称されるほどに勇敢だったという国民の勇気さえも奪い去ってしまったという。
玲美の嘆願を受け、悟空たちは金角・銀角を倒し、虎誠を救うべく、兄弟が根城としている山へと向かうことになるが……。

## 撮影期間など
- 2006年5月19日：カンヌにて映画製作発表。会場には孫悟空役の格好で香取慎吾が登場し会見を行った。会見では「製作費10億円をかけアジアのハリーポッターとなるべく臨みたい」とフジテレビ亀山映画事業局長の発言も。また中国ロケを行う予定であることも発表された。
- 2006年10月24日：銀川にある西夏王陵にてクランクイン。2007年1月下旬クランクアップ。
- 2006年10月24日 - 29日まで4泊5日、2007年1月11日 - 13日まで2泊3日の強行スケジュールで中国ロケを行っている。1月に撮影した2日間は大雨が降って大変だったという。
- 2007年3月14日：クランプアップ会見。

## その他
- 5月9日を『悟空の日』とし、ナビゲーションDVDの発売とイベントが行われた。
- 2007年7月に開幕したフジテレビ主催ザ・冒険王2007では、映画と連動したブース「西遊記ランド」や、スピンオフ作品の3Dショートムービー「西遊記3D〜失われた無玉の巻〜」の上映などが行われる（9月2日まで）。
- 2007年7月2日 - 5日・9日 - 12日には、『東貴博のヤンピース』（ニッポン放送）において、本作品のパロディ作品であるラジオドラマ『東遊記』が放送された。ちなみにこの中には本家の出演者である香取と内村が脇役で出演していた。
- 2007年7月28日 - 29日には西遊記の公開と連動してフジテレビ系列で『FNS27時間テレビ みんな“なまか”だっ!ウッキー!ハッピー!西遊記!』という西遊記をメインにした2007年の『FNS27時間テレビ』が放送された。総合司会は今作の主演の香取慎吾が務めた。
- 2007年10月10日に体操の時間。で8月中放送された＜悟空体操＞を収録したDVD『悟空なまか体操』が発売。
- 2008年1月1日にDVDが発売（悟空にちなんで限定版は59000組限定で￥5900-）
- 2007年度文春きいちご賞7位。
- 2008年10月13日（月曜日）21:00 - 23:18（JST）には、フジテレビ系列で『秋の映画スペシャル 西遊記』と題してテレビ地上波初放送された。

## キャスト
- 孫悟空 - 香取慎吾（SMAP）
- 沙悟浄 - 内村光良（ウッチャンナンチャン）
- 猪八戒 - 伊藤淳史
- 三蔵法師 - 深津絵里
- 凛凛 - 水川あさみ
- 老子 - 大倉孝二
- 玲美 - 多部未華子
- 王妃 - 相築あきこ
- 国王 - 三谷幸喜
- 文徳 - 谷原章介
- 偽孫悟空 - 南原清隆（ウッチャンナンチャン）
- 偽沙悟浄 - 草彅剛（SMAP）
- 偽猪八戒 - 猫ひろし
- 偽三蔵法師 - 倖田來未
- 劉星 - 小林稔侍
- 銀角大王 - 岸谷五朗
- 金角大王 - 鹿賀丈史

## スタッフ
- 監督：澤田鎌作
- 脚本：坂元裕二
- 音楽：武部聡志
- 制作：亀山千広
- 企画：大多亮
- プロデュース：鈴木吉弘
- エクゼクティブプロデューサー：清水賢治・島谷能成・飯島三智
- プロデューサー：小川泰・和田倉和利
- 撮影：松島孝助
- 美術：清水剛
- 照明：吉角荘介
- 録音：滝澤修
- 特撮監督：尾上克郎
- 主題歌：「Around The World + GO! 空」 - MONKEY MAJIK
- 挿入歌：「ガンダーラ -movie ver.-」 - MONKEY MAJIK
- 協力：IMAGICA、フジパシフィック音楽出版、本庄国際リサーチパーク他
- 製作：フジテレビジョン／東宝／J-dream／FNS27社
- 製作プロダクション：シネバザール
- 映像制作：東宝映像美術
- 配給：東宝

## DVD
- ナビゲーションDVD 『悟空盤』（2007年5月9日全国ファミリーマートにて限定発売）
- 悟空なまか体操（2007年10月10日発売）
- 西遊記 スタンダード・エディション（DVD1枚組、2008年1月1日発売）
  - 映像特典
    - 特報・劇場予告編・TVスポット集
    - メイキング・オブ・西遊記
    - キャスト・スタッフプロフィール

  - 音声特典
    - オーディオコメンタリー1「ご一行コメンタリー」（香取慎吾×内村光良×伊藤淳史×深津絵里）
    - オーディオコメンタリー2（監督：澤田鎌作×特撮監督：尾上克郎）
- 西遊記 59,000枚限定版（DVD2枚組、2008年1月1日発売）
  - ディスク1：本編DVD（スタンダード・エディションと同様）
  - ディスク2：特典DVD
    - 西遊記3D「失われた無玉の巻」
    - 「西遊記MAP」（シーンごとに撮影の裏側を公開）
    - キャンペーン映像集
    - キャストインタビュー
    - MONKEY MAJIK「Around The World+Go!空」ミュージックビデオ
    - 高杉さと美「旅人」ミュージックビデオ
    - 「西遊戯」予告編

  - 封入特典
    - ご一行ポストカード・セット
    - 3Dメガネ
    - リーフレット

  - デジパック仕様

## ゲーム
- 西遊記 金角・銀角の陰謀（ディースリー・パブリッシャー、ニンテンドーDS・2007年7月12日発売）

## タイアップ
- 東洋水産がカップ麺「赤いきつねシリーズ」とこの映画をタイアップしたキャンペーンを実施、CMも制作されている。CMでは武田鉄矢が中国人風のキャラクターを演じているが、武田はこの映画に出演していないため、CMの最後に「鉄矢は出演していない…」というテロップが挿入される。
- 大塚製薬のポカリスエットにSMAP全員が出演している。が、孫悟空のみ出演しているバージョンもある。
- ファミリーマートにて、2007年6月26日（火）から7月30日（月）まで『なまか、再見参!』キャンペーンが開催された。対象商品（オリジナル『西遊記』弁当等）を含む590円（ごくう）以上のレシートで“ごくう券”が貰え、クジを引くと商品を貰えた。Wチャンスもあった。
- 主題歌やイメージソング（MONKEY MAJIK・高杉さと美）、倖田來未（ニセ三蔵法師）のカメオ出演などエイベックスとのタイアップを行っている（ちなみに他の偽者は、ニセ孫悟空＝南原清隆・ニセ沙悟浄＝草彅剛・ニセ猪八戒＝猫ひろし）。

## 受賞歴
- 第25回 ゴールデングロス賞日本映画部門 優秀銀賞[1]